# 亨氏長尾鬚鯊
亨氏長尾鬚鯊（學名：Hemiscyllium henryi），是天竺鯊科一種竹鯊，與蓋氏長尾鬚鯊一同在2008年由傑拉德·R·艾倫與馬克·V·埃德曼（Mark V. Erdmann）發現。目前亨氏長尾鬚鯊是唯一棲息在3至30（9.8至98.4英尺）珊瑚礁的竹鯊，分布於印尼西巴布亞崔頓灣。長度可達81.5（32.1英寸）。身體有許多細小的黑點覆蓋，且於胸鰭後側面處有一個較大的雙斑點。

## 外部連結
- Michael, S. (May 13, 2008). New Epaulette Walking Sharks! （页面存档备份，存于） Retrieved August 30, 2011.